# MBSサタデーコネクション ノッTEL土曜日子守です
『MBSサタデーコネクション ノッTEL土曜日子守です』は、MBSラジオで放送されていたラジオ番組。通称:「サタコネ」。

## 概要
リスナーとの電話での交流や情報を中心にしたバラエティ番組。時事問題を長時間討論するものが中心で、途中に土曜競馬中継を挿入していた（この番組が開始されるまでは競馬中継は「MBSジャンボサタデー」というワイド番組内の内包でメインレースを中心に放送→1975年4月に「毎日放送土曜競馬」として15時から16時30分まで放送されたのち、当番組の1コーナーとして内包されていた。当番組終了後の競馬中継はラジオ関西がMBSに委託し共同制作する形で現在も完全放送されている）

## 出演者
- パーソナリティ
  - 子守康範
- アシスタント
  - 佐野未佳

## コーナー
- 競馬中継[2]